# إلهام (اسم)
إلهام هو اسم علم شخصي من أصل عربي للإناث والذكور، معناه إيحاء أو وحي ينتشر هذا الاسم في الدول العربية وبعض الدول الإسلامية وله شعبية أكثر عند الإناث.

## الشخصيات
- إلهام شاهين ممثلة مصرية
- إلهام المدفعي مغني عراقي
- إلهام علييف سياسي أذربيجاني
- إلهام علي ممثلة كويتية
- إلهام وجدي ممثلة وعارضة أزياء مصرية
- إلهام أمين زاده سياسية إيرانية
- إلهام الرشيدي ممثلة مغربية
- إلهام حميدي ممثلة إيرانية
- إلهام سويونوف لاعب كرة قدم أوزبكستاني
- إلهام عبد النعيم لاعبة كرة قدم مصرية